# Distretto di Diekirch
Il distretto di Diekirch è stato uno dei tre distretti del Granducato di Lussemburgo.

## Geografia
Confina a nord e a ovest con le province belghe di Liegi e del Lussemburgo (Vallonia), a sud con il distretto di Lussemburgo, a sud-est con il distretto di Grevenmacher e a est con il Land tedesco della Renania-Palatinato. 
La superficie è di 1.157 km² e la popolazione nel 2012 era di 80.234 abitanti. Il capoluogo è Diekirch. 

## Suddivisioni
Comprende 5 cantoni e 36 comuni:
1. Clervaux
  - Clervaux (che nel 2012 ha assorbito i comuni di Heinerscheid e Munshausen)[2].
  - Parc Hosingen (creato nel 2012 dalla fusione di Hosingen, Consthum e Hoscheid)[2]
  - Troisvierges
  - Weiswampach
  - Wincrange
2. Diekirch
  - Bettendorf
  - Bourscheid
  - Diekirch
  - Erpeldange
  - Ettelbruck
  - Feulen
  - Mertzig
  - Reisdorf 
  - Schieren 
  - Vallée de l'Ernz (creato nel 2012 dalla fusione di Ermsdorf e Medernach)[2]
3. Redange
  - Beckerich
  - Ell
  - Grosbous
  - Préizerdaul
  - Rambrouch
  - Redange
  - Saeul
  - Useldange
  - Vichten
  - Wahl
4. Vianden
  - Putscheid
  - Tandel (creato nel 2006 dalla fusione di Bastendorf e Fouhren)
  - Vianden
5. Wiltz
  - Boulaide
  - Esch-sur-Sûre (che nel 2012 ha assorbito i comuni di Heiderscheid e Neunhausen)[2]
  - Eschweiler
  - Goesdorf
  - Kiischpelt (creato nel 2006 dalla fusione di Kautenbach e Wilwerwiltz)
  - Lac de la Haute-Sûre
  - Wiltz
  - Winseler